# Charalampos Flouskounis
Charalampos Flouskounis (grekiska: Χαράλαμπος Φλουσκούνης) är en grekisk taekwondoutövare. 

## Karriär
Flouskounis började med taekwondo som fyraåring.
I maj 2024 tog Flouskounis brons i 74 kg-klassen vid EM i Belgrad.